# Мамочісане
Мамочісане (*д/н — після 1853) — морена (вождь) народу кололо і літунга (володар) держави Бароце в 1851 році.

## Життєпис
Була донькою літунги Себетване. Ще за життя батька визнана як його спадкоємиця. 1851 року успадкувала владу. Дотримувалася зовнішньої та внутрішньої політики попередника. Надала дозвіл перебувати у своїх володіннях шотландському мандрівникові Девіду Лівінгстону.
Того ж, 1851 року, зреклася влади на користь зведеного брата Секелету, допомагала йому у зміцненні влади. Десь після 1853 року вийшла заміж за Сіпопу Лутангу, сина колишнього оітунга Мубуквану. Подальша доля Мамочісане невідома.